# 扎傑里伊夫卡
51°54′35″N 30°51′4″E / 51.90972°N 30.85111°E
扎傑里伊夫卡（烏克蘭語：Задеріївка），是烏克蘭北部的村莊，隸屬切爾尼希夫州的切爾尼希夫區。該村始建於1721年，面積1.48平方公里，海拔高度112米，2001年人口347，人口密度每平方公里234.5人。